# Danilo Dončić
Danilo Dončić (in serbo Данило Дончић?; Vranje, 20 agosto 1969 – Sofia, 1º maggio 2024) è stato un calciatore e allenatore di calcio serbo, fino al 2003 jugoslavo e al 2006 serbo-montenegrino, di ruolo attaccante.
Collezionò 182 marcature su 339 incontri di campionato, mantenendo una media reti/partita di 0,53.

## Biografia
Danilo Dončić nacque Vranje il 20 agosto 1969.
Iniziò la sua carriera calcistica giovanile nell'FK Beograd prima di unirsi alla sua prima squadra professionistica, l'FK Rudar Ljubija, all'epoca militante nella 2. Savezna liga.
Dončić continuò la sua carriera professionale con le famose squadre di calcio serbe FK Napredak Kruševac, FK Čukarički prima di tornare all'FK Beograd. Dopo aver trascorso la maggior parte della sua prima carriera calcistica in Serbia, Dončić decise di provare la strada internazionale unendosi alla Valletta, dove vinse tutte le Coppe di Malta possibili in una stagione (2006-07) e divenne il capocannoniere di Malta, battendo il record di 32 gol in campionato in una stagione. Lasciò Malta per uno dei migliori club bulgari, il Lokomotiv Sofia, e continuò la sua carriera trasferendosi in Portogallo, giocando per l'Imortal DC. Giocò poi per cinque anni nello Sliema Wanderers, dove vinse tre campionati consecutivi e un trofeo. Negli anni del suo massimo successo Dončić fu tre volte capocannoniere della Premier League maltese. In totale giocò a Malta per otto anni, con un record di 196 partite disputate e 151 gol segnati. Nel maggio 2006, all'età di 37 anni, Dončić si ritirò dal calcio giocato.
Danilo Dončić morì a Sofia il 1º maggio 2024 all'età di 54 anni.

## Palmarès

### Giocatore

#### Club
- Coppa di Malta: 4

Valletta: 1994-1995, 1995-1996, 1996-1997
Sliema Wanderers: 2003-2004
- Supercoppa di Malta: 1

Valletta: 1995
- Premier League (Malta): 4

Valletta: 1996-1997
Sliema Wanderers: 2002-2003, 2003-2004, 2004-2005

#### Individuale
- Capocannoniere della Premier League: 4

1996-1997 (32 gol), 2001-2002 (32 gol) 2002-2003 (18 gol, ex aequo con Adrian Mifsud e Michael Galea), 2003-2004 (19 gol)

### Allenatore
- Campionato maltese: 1

Valletta: 2017-2018
- Coppa di Malta: 1

Valletta: 2017-2018
- Supercoppa di Malta: 1

Valletta: 2018